# Mancha Real
Mancha Real est une commune située dans la province de Jaén de la communauté autonome d'Andalousie en Espagne.

## Histoire
Mancha Real est une ville nouvelle fondée en 1537 par Charles Quint. Son plan orthogonal dessiné par Juan de Olid s'inspire des villes aztèques qui ont impressionné les Espagnols.

## Administration
| Période                                  | Période | Identité | Étiquette | Qualité |
| ---------------------------------------- | ------- | -------- | --------- | ------- |
| N/A                                      | N/A     | N/A      | N/A       | Maire   |
| Les données manquantes sont à compléter. |         |          |           |         |

### Jumelage
- Saint-Georges-sur-Loire (France)